# NGC 2939
NGC 2939 је спирална галаксија у сазвежђу Лав која се налази на NGC листи објеката дубоког неба.
Деклинација објекта је + 9° 31' 25" а ректасцензија 9h 38m 7,9s. Привидна величина (магнитуда) објекта NGC 2939 износи 12,6 а фотографска магнитуда 13,4. Налази се на удаљености од 50,997 милиона парсека од Сунца. NGC 2939 је још познат и под ознакама UGC 5134, MCG 2-25-11, CGCG 63-22, IRAS 09354+0945, PGC 27451.